# 立町停留場
立町停留場（日语：／ Tate-machi teiryūjō */?），又稱立町電車站，是位於廣島縣廣島市中區，廣島電鐵本線的電車站。車站編號為M06。

## 車站構造
電車站是建造在共用行車道上。電車站設有2面2線的相對式低地台月台（千鳥式月台），路線向東西兩邊延伸。電車站東邊為廣島站方向的上行月台，西邊為廣電西廣島站方向的下行月台。1988年，各月台加設上蓋。
通常此站沒有車站職員當值，但是在舉行稻荷參時會有車站職員於此站負責收取車費和車票。
| 月台                                       | 路線                                           | 上下行 | 方向                                                                           | 備註                   |
| ------------------------------------------ | ---------------------------------------------- | ------ | ------------------------------------------------------------------------------ | ---------------------- |
| （相生通靠向朝日NX廣島大廈／立町2丁目）    |                                                | 下行   | 經紙屋町東往日赤醫院前、廣電前（加班車和出入庫的電車）、宇品二丁目、廣島港方向 | 包含                   |
| （相生通靠向朝日NX廣島大廈／立町2丁目）    | 廣電西廣島（己斐）、廣電廿日市、廣電宮島口方向 | 下行   |                                                                                |                        |
| （相生通靠向朝日NX廣島大廈／立町2丁目）    | 、                                             | 下行   | 江波方向                                                                       |                        |
| （相生通靠向Star Tram 廣島／八丁堀16丁目） | 、                                             | 上行   | 廣島站方向                                                                     |                        |
| （相生通靠向Star Tram 廣島／八丁堀16丁目） |                                                | 上行   | 白島方向                                                                       | 只限早上兩班直通白島線 |

## 歷史
- 1952年6月10日：電車站啟用。當時的名稱為郊外巴士前停留場（日语：／）[4][5]，是為了方便乘客在此電車站轉乘在巴士總站出發的巴士路線[6]。
- 1957年7月29日：隨廣島巴士中心（日语：広島バスセンター）啟用，此電車站改名為立町停留場[5]。
- 2013年2月15日：9號線路線從八丁堀延長至江波，9號線開始停靠此電車站。

## 使用狀況
根據《廣島市統計書》，立町停留場在1999年1日平均上下車人次為7,579人。而根據廣島電鐵上繳國土交通省有關「實施移動等圓滑化相關事宜」（移動等円滑化に関する取り組み）報告中，本站的使用人數如下：
| 乘降人員推算 | 乘降人員推算     | 乘降人員推算   |
| 年度         | 1日平均 乘降人次 | 出處           |
| ------------ | ---------------- | -------------- |
| 2021         | 3,956            | [ 廣電統計 1 ] |
| 2022         | 4,611            | [ 廣電統計 2 ] |
| 2023         | 4,863            | [ 廣電統計 3 ] |
| 2024         | 4,649            | [ 廣電統計 4 ] |

## 電車站周邊
電車站位於廣島市中心，附近設有許多金融機構，成為了一個商業區。
- 廣島本通商店街（日语：広島本通商店街）
- 廣島市中之棚商店街（日语：広島市中の棚商店街）
- 袋町裏通（日语：袋町裏通り）
- 廣島金座街商店街（日语：広島金座街商店街）
- 東急手創館廣島店
- 廣島銀行八丁堀支店
- 山陰合同銀行廣島分店
- 里索那銀行廣島分店
- 新生銀行廣島分店
- 三菱日聯證券廣島分店
- 廣島YMCA國際文化中心
- WILLER EXPRESS（日语：WILLER EXPRESS） 廣島八丁堀巴士站

## 相鄰車站
廣島電鐵
■本線
 快速班次（每朝單向下行兩班，試驗至2025年12月31日） 
通過
（其他）、（早上及晚上特別班次）
八丁堀（M05）－立町（M06）－紙屋町東（M07）

### 附注
1. ↑  廣島電鐵將紙屋町東、紙屋町西組合為同一組別處理 （页面存档备份，存于）。實際與紙屋町東的距離約為250米。

### 統計資料
1. ↑  2021年度 移動等円滑化取組報告書（軌道停留場），第3頁。
2. ↑  2022年度 移動等円滑化取組報告書（軌道停留場） （页面存档备份，存于），第3頁。
3. ↑  2023年度 移動等円滑化取組報告書（軌道停留場），第3頁。
4. ↑  2024年度 移動等円滑化取組報告書（軌道停留場），第3頁。

## 外部連結
- 廣島電鐵立町站（页面存档备份，存于）（日語） -